# Entreprise de transport urbain et suburbain d'Alger
L'Établissement public de transport urbain et suburbain d'Alger (en arabe : مؤسسة النقل الحضري وشبه الحضري لمدينة الجزائر), connu sous l'acronyme ETUSA (arabe : إيتوزا), est une entreprise publique algérienne qui assure le service de transports en commun de surface dans la ville d'Alger et son agglomération.

## Historique
Créée en 1959 sous le nom de Régie syndicale des transports algérois (RSTA), elle gérait les réseaux de bus, trolleybus et tramway d'Alger. Après l'indépendance et l'abandon des lignes de tramway et de trolley-bus, la RSTA a continué à être le seul opérateur de transport public jusqu'à l'ouverture du secteur par décret en février 1987.
Le début des années 1990 a vu un désengagement de l'État algérien et une ouverture à la concurrence du secteur au privé qui ont pénalisé le transporteur public, qui est deveneu très vite obsolète avec un matériel roulant vétuste et un déficit chronique. L'entreprise fut très vite dépassée par un transport privé beaucoup plus dynamique et soumis à moins de contraintes[évasif].
Au tournant des années 2000, marquées par le retour de la croissance économique et la stabilité politique, les pouvoirs publics via le ministère des Transports, conscients de leur rôle primordial dans la régulation d'une situation devenue anarchique, ont relancé l'entreprise publique. Sous le nom d'ETUSA elle a engagé une modernisation de son réseau d'infrastructures de maintenance et de formation grâce à une convention avec la Coopération technique belge (CTB) qui s'est achevée en 2007.
Après avoir été transformée en société par action (SPA) en 1998, en 2002, le gouvernement Benflis la transforme en établissement public à caractère industriel et commercial (EPIC).

### Concurrence du privé
Malgré les efforts consentis par les dirigeants de l'ETUSA, la régie est encore loin de pouvoir prétendre remplacer les transporteurs privés, au nombre de 3 400 (en 2007) notamment à cause de l'expansion de l'aire urbaine d'Alger et de son bassin économique qui voit un trafic pendulaire de travailleurs et d'étudiants qui viennent de zones éloignées, parfois de plus de cinquante kilomètres du centre d'Alger. Il faudrait que l'ETUSA double ses capacités pour pouvoir dans un premier temps couvrir l'ensemble de l'agglomération. Aussi, le plan de circulation centralisé se révèle catastrophique. Celui-ci ne couvre pas équitablement les bassins de population et leurs besoins de déplacements pendulaires.
D'autre part, l'essentiel des transporteurs privés exploitent des mini-bus qui se révèlent très pratiques dans la circulation en l'absence de couloirs spécifiques. De plus, en l'absence d'un contrôle strict, seules les lignes les plus rentables sont correctement desservies, et rares sont les transporteurs qui continuent à circuler après 19 heures.

## Réseau

### Parc
En 2022, l'ETUSA possède un parc de 802 bus comprenant 340 bus pour le transport de voyageurs, 300 bus pour le transport des étudiants, 157 bus pour le personnels des entreprises et cinq véhicules pour son auto-école.
Le parc comprend principalement les modèles de bus suivants :
- SNVI 100 L6[11] ;

- Mercedes-Benz Conecto[12] ;

- Mercedes-Benz Sprinter[13] ;

- Van Hool A500/2[14] ;

- Van Hool A508[14](1994-2014) ;

- Van Hool AG700 (bus articulé)[14] ;

- Van Hool AGG300 (bus bi-articulé)[15].
- Van Hool AG500 (bus articulé)

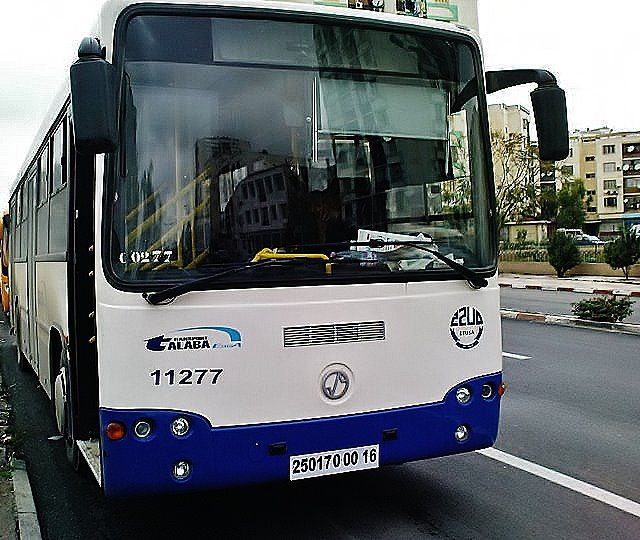
Un bus SNVI 100 L6 de l'ETUSA.
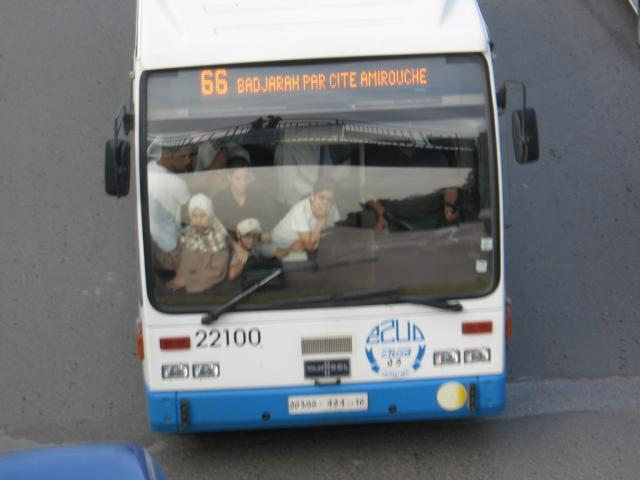
Un bus de la ligne 66.

### Les lignes

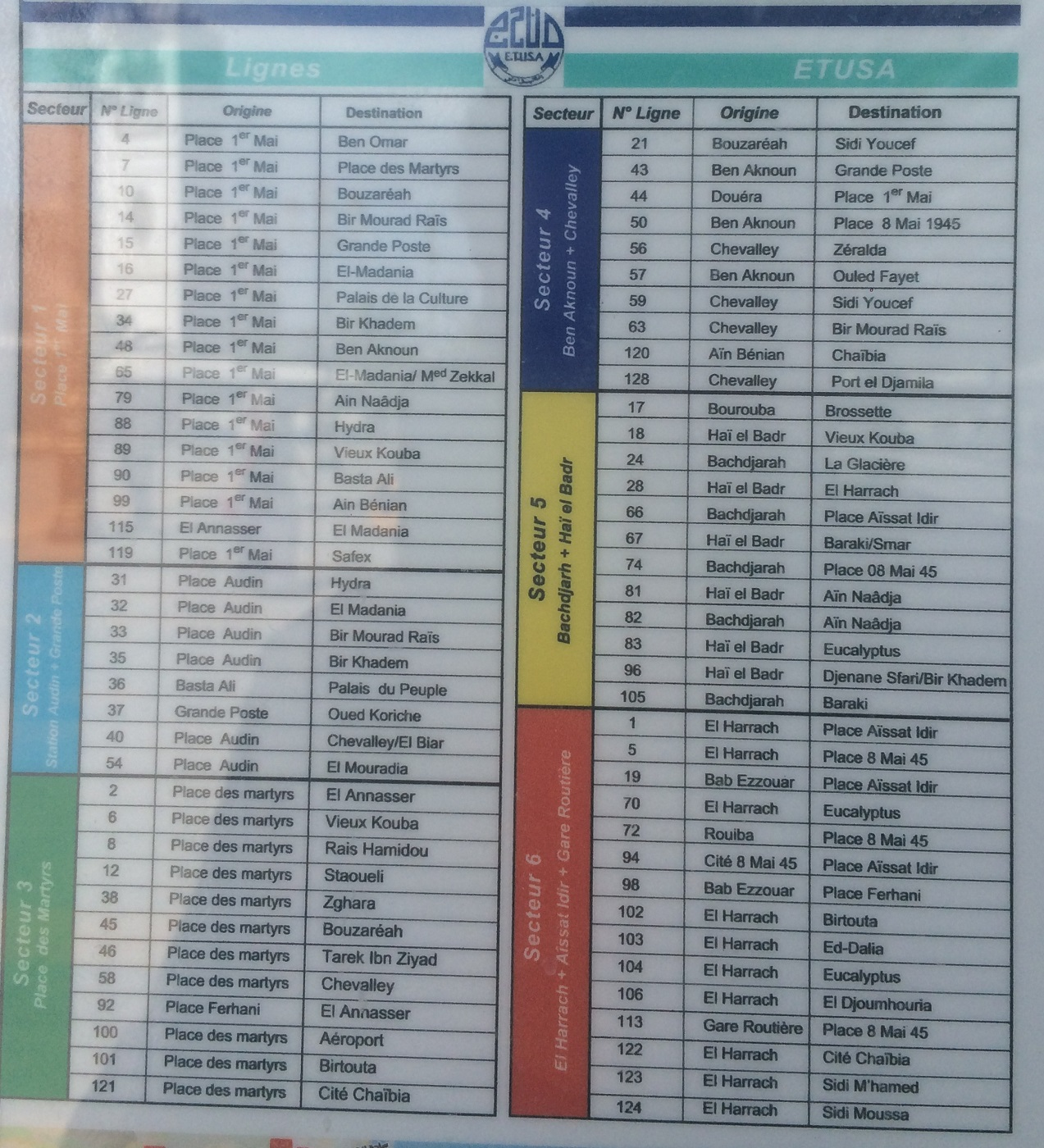
Tableau des lignes ETUSA, Place des Martyrs Alger

Le réseau actuel, au 27 février 2022, est composé de 122 lignes pour le transport de voyageurs et de nombreuses autres concernant les transports étudiants et personnel des entreprises. Selon la direction de l'entreprise, elles transporteraient 150 000 voyageurs par jour pour le transport de voyageurs. 
Les têtes de ligne sont concentrées autour de trois pôles principaux : place du 1er Mai,  place des Martyrs et place Maurice Audin. 
Sur un total de 64 lignes, 37 lignes ont leur terminus à l'une de ces trois stations distantes d'un et deux kilomètres l'une de l'autre. Les déplacements « périphérie-périphérie » transitent par le centre-ville, ce qui a tendance à rendre la circulation très difficile aux heures de pointe.
La société ETUSA n'édite pas de plan du réseau avec le nom des arrêts. Moins de 40 % des arrêts de bus sont matérialisés par un abribus (232 au total au 31 décembre 2012) ou une signalétique verticale.
Les lignes 8, 24, 57, 63 et 64 semblent avoir été supprimées. Elles ne figurent plus dans la liste des bus éditée par l'entreprise[réf. nécessaire].

### Tarifs
- Lignes urbaines : 20 DA
- Lignes suburbaines : 30 DA
- Lignes : 40 DA

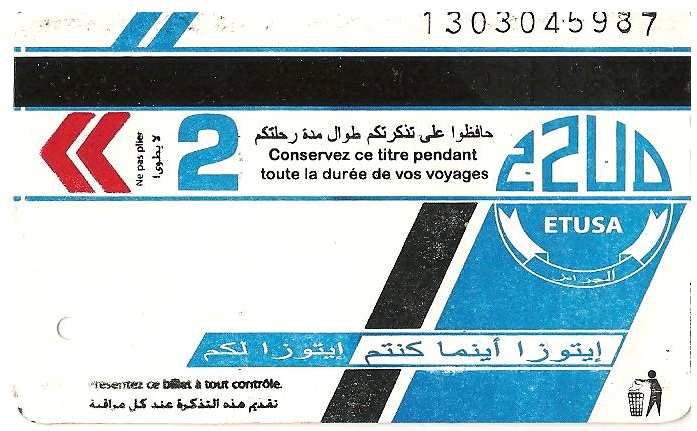
Un ticket de bus ETUSA en 2013.

Depuis juillet 2010, le prix de trois sections (3,5 km la section) passe de 15 DA à 20 DA.

## Ascenseurs publics
- Gare d'Alger vers le boulevard Che-Guevara (square Port-Saïd)
- Rue Larbi Ben M'Hidi vers la rue Docteur Saâdane (Palais du Gouvernement)
- Rue Didouche Mourad vers le boulevard Mohamed V

## Grands chantiers
- La transformation de l'ETUSA s'intègre dans les grands chantiers des transports de l'agglomération d'Alger avec la mise en service partielle d'une première ligne du tramway d'Alger qui va de Bordj El Kiffan jusqu'au quartier des Bananiers, El Mohammadia, en 2011, ainsi que la modernisation des trains de banlieue et l'ouverture de nouveaux téléphériques.
- En septembre 2010, la vente des tickets détachable en papier est arrêtée. Désormais, l'ETUSA n'utilisera que des billets magnétiques.
- Depuis novembre 2010, deux écrans sont placés à l’intérieur des bus. Ceux-ci diffusent de la publicité et des informations telles que la météo, les horaires des prières et les résultats sportifs.